# 宇文神挙
宇文 神挙（宇文神舉、うぶん しんきょ、532年 - 579年）は、北周の軍人。本貫は代郡武川鎮。宇文泰の族子にあたる。

## 経歴
宇文顕和の子として生まれた。幼くして父が死去したため、弟の宇文慶とともに従兄の宇文深に教育された。557年（明帝元年）、中侍上士を初任とした。明帝が外出するたびに、神挙は侍従として付きしたがった。561年（保定元年）、長広県公の爵位を嗣いだ。まもなく帥都督に任じられ、大都督・使持節・車騎大将軍・儀同三司に転じ、右大夫の位を受けた。564年（保定4年）、驃騎大将軍・開府儀同三司の位に進み、小宮伯となった。566年（天和元年）、右宮伯中大夫に転じ、爵位は清河郡公に進んだ。572年（天和7年）、武帝が宇文護を粛清するにあたっては、神挙もその計画に参加した。同年（建徳元年）、京兆尹に転じた。574年（建徳3年）、熊州刺史として出向した。576年（建徳5年）、北斉の陸渾など5城を攻め落とした。
武帝が東征すると神挙は従軍し、并州を平定すると、并州刺史に任じられて、上開府儀同大将軍の位を加えられた。まもなく上大将軍の位を加えられて、武徳郡公に改封された。柱国大将軍に進み、東平郡公に改封された。577年（建徳6年）、東寿陽県の人々が北周に反抗し、5000人を率いて并州の州城を襲うと、神挙は州兵を率いてこの反乱を鎮圧した。
578年（宣政元年）、司武上大夫に転じた。武帝が北伐の軍を起こすと、神挙は原国公姫願らとともに兵を率いて五道に分かれて進軍した。武帝が雲陽に到達したとき、帝の病が重くなったため、軍を返した。幽州の盧昌期・祖英伯らが范陽に拠って北周に反抗すると、神挙は兵を率いておもむき、かれらを捕らえた。北斉の黄門侍郎の盧思道が反乱軍の中におり、処刑されるところだったが、神挙はかれを釈放して礼遇した。稽胡が北周に反抗して西河を襲撃すると、神挙は越王宇文盛とともに兵を率いて反乱を鎮圧した。突厥の騎兵が稽胡の救援に現れたため、神挙はこれを奇襲して撃破し、稽胡はこのため降伏した。神挙は并潞肆石等四州十二鎮諸軍事・并州総管となった。
神挙は武帝の信任を受けており、かつて王軌や宇文孝伯らが皇太子宇文贇の短所を述べると、神挙はその意見に賛同していた。宇文贇（宣帝）が即位すると、帝は神挙の名望をうとんじて、使者を派遣して毒酒を与えた。神挙は馬邑で死去した。享年は48。
子の宇文同が後を嗣ぎ、位は儀同大将軍に上った。

## 伝記資料
- 『周書』巻40 列伝第32
- 『北史』巻57 列伝第45